# Cucullia turkestana
Cucullia turkestana är en fjärilsart som beskrevs av Ronkay 1987. Cucullia turkestana ingår i släktet Cucullia och familjen nattflyn. Inga underarter finns listade i Catalogue of Life.